# Maria Wörth
Maria Wörth (slovinsky Otok) je obec v okrese Klagenfurt-venkov v rakouské spolkové zemi Korutany. Centrum letoviska se nachází na poloostrově na jižním břehu jezera Wörthersee. Na východě hraničí s korutanským hlavním městem Klagenfurt. Obec se skládá ze dvou katastrálních území Maria Wörth a Reifnitz (Ribnica).

## Dějiny
První kostel Panny Marie byl postaven kolem roku 875 během pokřesťanštění v bývalé Karantaniji, vedené biskupy z Freisingu založené opatstvím Innichen. Byl poprvé zmíněn v 894 jako Maria Werd - protože místo bylo v té době ostrovem. (Staroněmecký německý termín Wörth nebo Werder, podobně jako Slovinský Otok, označuje část země obklopenou vodou.) Kostel sloužil k translaci pozůstatků svatých Primuse a Feliciana a hrál důležitou roli v rámci křesťanské mise v Korutanském vévodství.

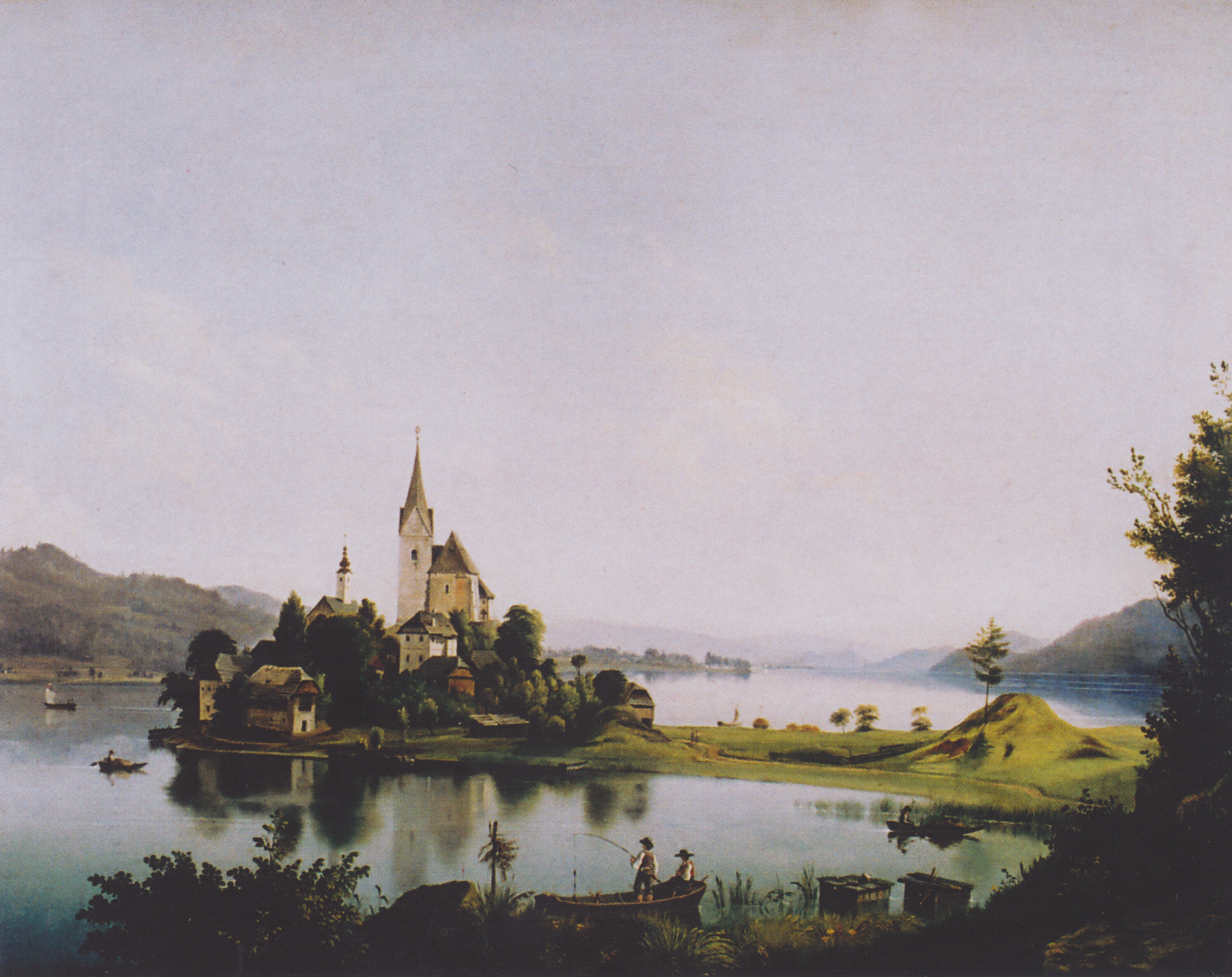
Maria Wörth, malba Markuse Pernharta (1824-1871)

Okolo roku 1150 založil biskup Ota z Freisingu kolegium kanovníků a malou kapli Winterkirche postavenou vedle kolegiátního kostela. V roce 1399 byly obě stavby zničeny požárem a později přestavěny v současném pozdně gotickém stylu. Freisingští kníže-biskupové postupně ztratili svůj vliv v Korutanech a kolem roku 1500 se kolegium konečně stala místem opatství Millstatt, vedeného od roku 1598 jezuity.
Po potlačení Tovaryšstva Ježíšova v roce 1773 bylo Millstattské opatství rozpuštěno a Maria Wörth přešel k obnovenému benediktskému opatství Sv. Pavla v Lavanttalu v roce 1809. Teprve v roce 1903 byla na území sousedních obcí Schieflingových a Keutschachů založena současná obec.

## Pamětihodnosti
Maria Wörth je střediskem rakouské a evropské letní turistiky s 330 000 ubytovanými (i když od padesátých let tento počet prudce klesal). Dnešní farní kostel svatých Primuse a Feliciana stojí na nejvyšším bodě poloostrova se sousedním Winterkirche pod ním. Je hlavním poutním místem a vzhledem k romantickému prostředí je oblíbeným svatebním kostelem. Další turistickou atrakcí je nedaleký Pyramidenkogel, 851 metrů vysoká hora s 54 metrů vysokou rozhlednou, věží Pyramidenkogel.

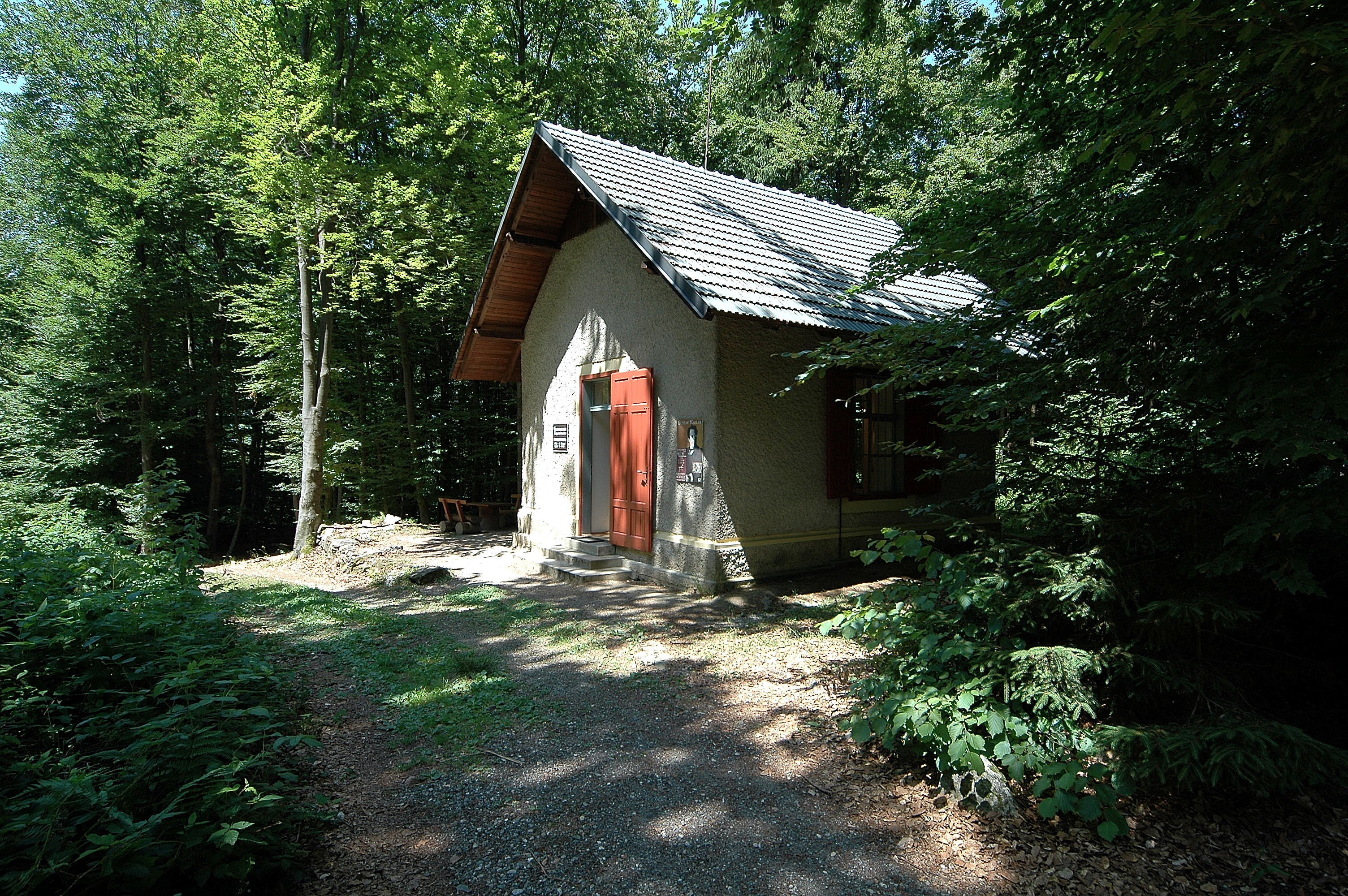
Mahlerova chata, kde skládal

V roce 1901 si skladatel Gustav Mahler postavil vilu poblíž osady Maiernigg, na břehu jezera východně od obce, kde už používal "skladatelskou chatu", ve které byla složena většina jeho děl napsaná v letech 1900 až 1907, včetně jeho Symfonií č. 5 až č. 8. Chata je přístupna jako malé muzeum. Díky přátelství s Alma Mahlerovou, vdovou po skladateli, Alban Berg také skládal v Maierniggu, který navštěvovalo mnoho z vídeňské umělecké elity.

## Osobnosti
- Adolf Heinrich Bercht (1875–1940) byl majitelem zámku Reifnitz a starostou hlavního města spolkové země Korutany Klagenfurtu od 13. července 1926 do 31. května 1931. Je pohřben v rodinném hrobě Berchta v Maria Wörthu.

## Partnerské obce
- Freising, Německo
- Codroipo, Itálie
- Aretxabaleta, Baskicko, Španělsko